# ماری نش
ماری نش (انگلیسی: Mary Nash؛ ۱۵ اوت ۱۸۸۴ – ۳ دسامبر ۱۹۷۶) یک هنرپیشه اهل ایالات متحده آمریکا بود.
از فیلم‌هایی که وی در آن‌ها نقش داشته است، می‌توان به تا زمانی که ابرها کنار بروند اشاره نمود.